# 369. (kroatische) Infanterie-Division

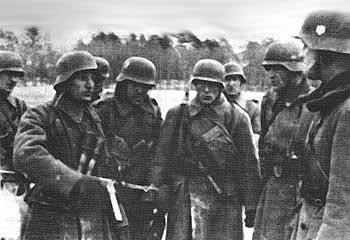
Soldaten der 369. (kroatische) Infanterie-Division

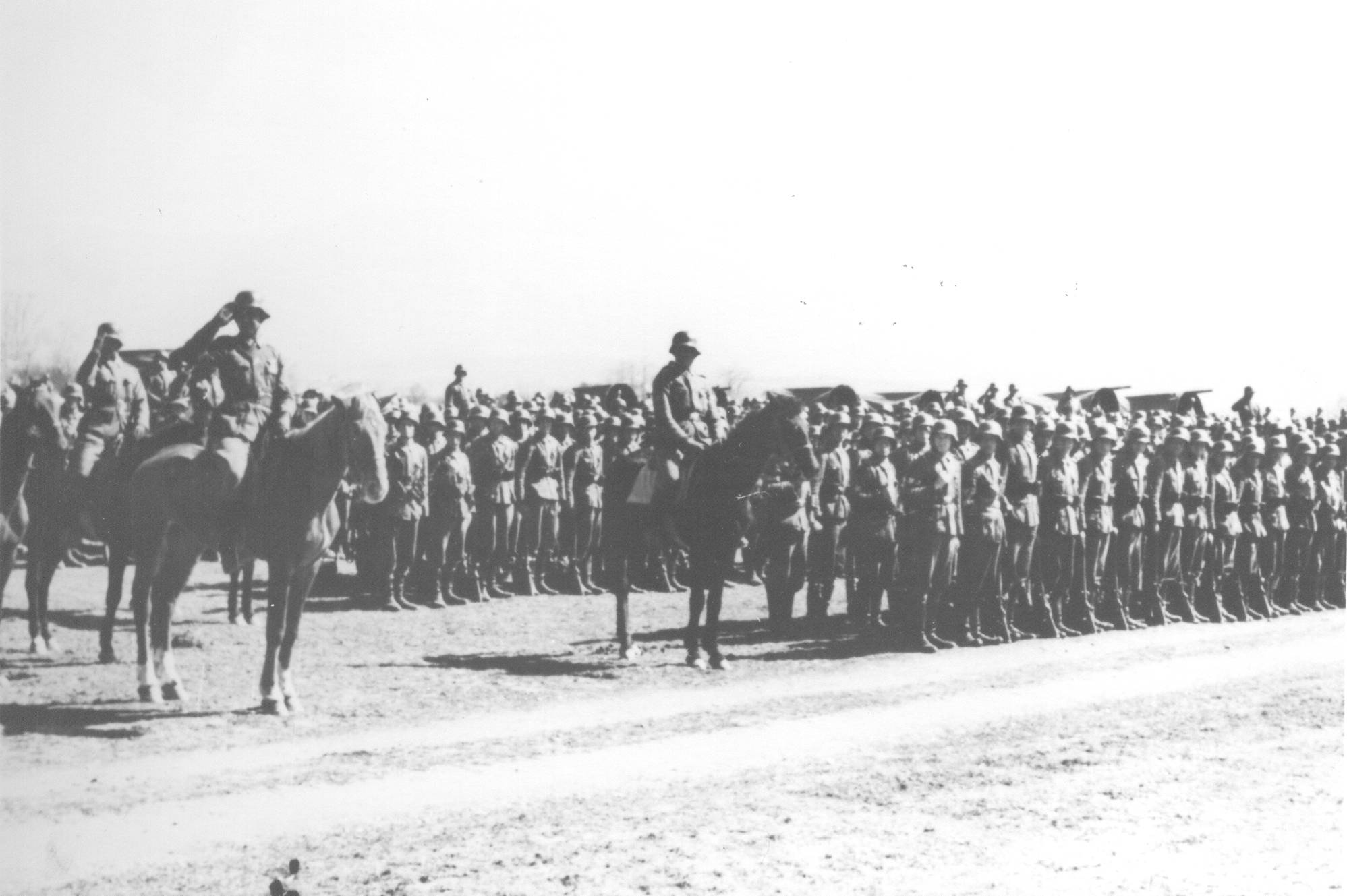
Parade der 369. Infanterie-Division in Sarajevo am 21. März 1943

Die 369. (Kroatische) Infanterie-Division war eine deutsche Infanteriedivision im Zweiten Weltkrieg.

## Geschichte

### Aufstellung
Die Division wurde am 21. August 1942 in Stockerau bei Wien im Wehrkreis XVII aufgestellt. Ein Großteil der Mannschaften bestand aus kroatischen Freiwilligen, welche von deutschem Rahmenpersonal (Offiziere, Unteroffiziere) geführt wurden.
Unterstellte Einheiten:
- Kroatisches Infanterie-Regiment 369
- Kroatisches Infanterie-Regiment 370
- Kroatisches Artillerie-Regiment 369
- Divisionseinheiten mit der Nummer 369

Zum Zeitpunkt der Aufstellung befand sich das Kroat. Infanterie-Regiment 369 mit der I. Abteilung des Kroat. Artillerie-Regiment 369 in Südrussland. In der Unterstellung bei der 100. leichten Infanterie-Division wurden die an der Ostfront eingesetzten Truppenteile im Raum Stalingrad vernichtet. Um diese Verbände zu ersetzen, wurden das Grenadier-Regiment 969 und die Artillerie-Abteilung 969 aufgestellt und bei Eingliederung durch Umbenennung als Ersatz zugeführt.
Die Aufstellungsphase war erst im Januar 1943 abgeschlossen.

### 1943 bis Kriegsende
Im Januar 1943 erfolgte die Unterstellung beim Oberbefehlshaber Südost, ab Februar die Zuordnung zur Heeresgruppe E und die Unterstellung beim Befehlshaber der Deutschen Truppen in Kroatien.
Bosnien und Herzegowina
Im September 1943 wurde der Verband im Raum Sarajewo eingesetzt und gehörte zum XV. (15.) Armee-Korps der 2. Panzer-Armee in der Heeresgruppe F. Im Dezember wurde die Division dem ebenfalls zur 2. Panzer-Armee gehörenden V. (5.) SS-Armee-Korps unterstellt.
Im Dezember 1943 nahm die 369. Division am Unternehmen Kugelblitz teil. Der Division kam hierbei die Aufgabe zu, gemeinsam mit dem Grenadierregiment 92 die westlichen Ausläufer des Operationsgebiets abzuriegeln und die Partisanen der Volksbefreiungsarmee an der Flucht zu hindern.
Ab Januar 1944 war die Division im Raum Mostar südwestlich von Sarajewo stationiert und verblieb dort bis zum Jahresende.
Mit Beginn des Jahres 1945 wechselte der Verband zum LXXXXI. (91.) Armee-Korps und verlegte wieder nach Sarajewo.
Im Rahmen der sich abzeichnenden Niederlage der Achsenmächte verblieb nur ein Divisionskern, der im Februar 1945 dem XXI. (21.) Armee-Korps unterstellt wurde.
Im April marschierte der Verband im Rahmen des XXI. (21.) Armee-Korps durch Kroatien (Brod) und Slowenien (Celje) nach Österreich.
Nach der Kapitulation der Wehrmacht gerieten die Reste der Einheit im Mai 1945 im Raum Klagenfurt in Kärnten in britische Kriegsgefangenschaft.

## Kommandeure
- Generalleutnant Fritz Neidholdt (ab 1. September 1942)

- Generalleutnant Georg Reinicke (ab 5. Oktober 1944)